# Кнюпфер, Пауль
Пауль Кнюпфер (нем. Paul Knüpfer; 21 июня 1865, Галле (Саксония-Анхальт) — 4 ноября 1920, Берлин) — немецкий оперный певец (бас). Муж певицы Марии Кнюпфер-Эгли.
Сын кантора кафедрального собора в Галле. Первоначально изучал медицину, затем учился дирижированию в Зондерсхаузене, однако в итоге перешёл в вокальный класс к известному педагогу Бернхарду Гюнцбургеру и в 1887 г. дебютировал на сцене придворной оперы Зондерсхаузена. В 1888—1898 гг. солист Лейпцигской оперы, в 1890 г. с участием Кнюпфера прошла премьера оперы И. Й. Аберта «Альмохады». С 1898 г. и до конца жизни солист Берлинской придворной оперы; пел, в частности, князя Фридриха на премьере оперы Руджеро Леонкавалло «Роланд Берлинский» (1904). Начиная с 1901 г. восемь раз выступал на Байройтском фестивале. Гастролировал в Лондоне, Праге, Дрездене, Ганновере. Помимо оперной карьеры был также известен как исполнитель песен, особенно Карла Лёве. В начале XX века осуществил несколько записей, в том числе принял участие в первой полной записи оперы Шарля Гуно «Фауст» (1908, партия Мефистофеля).